# Liste des drapeaux des régions et territoires français
Les drapeaux des régions et territoires français sont pour l'essentiel basés sur les blasons des anciennes provinces de France mais ils n'ont pour la plupart pas de statut officiel, une grande partie des collectivités territoriales préférant utiliser des logotypes ou des drapeaux portant leur logotype.
Certains départements, régions et collectivités d'outre-mer ont toutefois reconnu un drapeau historique ou créé un nouveau drapeau pour les représenter.
Les drapeaux régionaux basés sur les armoiries traditionnelles, même non officiels, ont été utilisés en 2010 par la Monnaie de Paris pour une série de pièces de 10 € de collection.

## Régions métropolitaines
Les drapeaux utilisés par les conseils régionaux sont indiqués en grisé.
| Région actuelle            | Ancienne région            | Drapeau régional | Drapeau régional |
| -------------------------- | -------------------------- | --- | --- |
| Auvergne-Rhône-Alpes       |                            | | Basé sur les blasons du comté d'Auvergne, du duché de Savoie, du Lyonnais ancien et du Dauphiné. Initialement, le drapeau était composé du nouveau blason de la région imprimé sur fond blanc (novembre 2017) ; il est ensuite reproduit sous forme de drapeau héraldique en janvier 2018. |
| Auvergne-Rhône-Alpes       | Auvergne                   | | Basé sur le blason du comté d'Auvergne. |
| Auvergne-Rhône-Alpes       | Rhône-Alpes                | | Basé sur les blasons du Lyonnais, du Dauphiné et du duché de Savoie. |
| Bourgogne-Franche-Comté    |                            | | Basé sur les blasons du duché de Bourgogne et de la Franche-Comté. Il a été dévoilé par la présidente du conseil régional de Bourgogne-Franche-Comté en juillet 2017. |
| Bourgogne-Franche-Comté    | Bourgogne                  | | Basé sur le blason du duché de Bourgogne. Flottait sur l'hôtel de région. |
| Bourgogne-Franche-Comté    | Franche-Comté              | | Dérivé du blason de la Franche-Comté. Flottait sur l'hôtel de région. |
| Bretagne                   | Bretagne                   | | Gwenn ha Du (« blanc et noir ») Dessiné entre 1923 et 1925 : l'hermine est celle du blason du duché de Bretagne, les neuf bandes symbolisent les pays qui composent la Bretagne. |
| Bretagne                   | Bretagne                   | Kroaz Du (« croix noire ») est l'un des drapeaux utilisés par les Bretons depuis le Moyen Âge, particulièrement comme pavillon maritime. Il existe plusieurs versions où la croix est accompagnée d'une ou plusieurs mouchetures d'hermine. | |
| Centre-Val de Loire        | Centre-Val de Loire        | | Combinaison des blasons de l'Orléanais et de Touraine. |
| Corse                      | Corse                      | | Adopté en 1755 par Pascal Paoli. |
| Grand Est                  | Alsace                     | | Basé sur le blason de l'Alsace. Il s'agit d'une fusion des armes de la Haute et de la Basse-Alsace. Une version juxtaposant les armes de la Haute et de la Basse-Alsace existe également.                                                                                                  |
| Grand Est                  | Alsace                     | Rot un Wiss (« rouge et blanc ») Couleurs traditionnelles de l'Alsace. Le drapeau du Reichsland d'Alsace-Lorraine y ajoute une croix de Lorraine.                                                                                           | |
| Grand Est                  | Champagne-Ardenne          | | Basé sur le blason du comté de Champagne. |
| Grand Est                  | Lorraine                   | | Basé sur le blason du duché de Lorraine. Adopté par le conseil régional en 1972. |
| Hauts-de-France            | Nord-Pas-de-Calais         | | Lion flamand, Lion de Flandre ou Lion des Flandres basé sur le blason du comté de Flandre. |
| Hauts-de-France            | Picardie                   | | Basé sur le sceau de la Nation picarde à l'Université de Paris. |
| Île-de-France              | Île-de-France              | | Logo du conseil régional d'Île-de-France sur un fond blanc. |
| Île-de-France              | Île-de-France              | Non officiel. Basé sur le blason du domaine des rois de France. | |
| Normandie                  | Normandie                  | | Drapeau normand à deux léopards, reproduisant les armoiries traditionnelles normandes. Utilisé par le Conseil régional et par de nombreuses mairies normandes. |
| Normandie                  | Normandie                  | Croix de Saint Olaf, ou drapeau normand à croix scandinave, daté des années 1930 et utilisé principalement dans les milieux régionalistes.                                                                                                  | |
| Nouvelle-Aquitaine         |                            | boder | Basé sur le blason adopté en décembre 2016 par le conseil régional. Dérivé du blason des comtes de Poitiers, ducs d'Aquitaine sous les Ramnulfides. |
| Nouvelle-Aquitaine         | Aquitaine                  | | Basé sur le blason du duché d'Aquitaine. |
| Nouvelle-Aquitaine         | Limousin                   | | Basé sur le blason de la vicomté de Limoges à partir de la Maison de Dreux-Bretagne. |
| Nouvelle-Aquitaine         | Poitou-Charentes           | | Non officiel. Basé sur le blason du comté de Poitiers à partir du XIIIe siècle. |
| Occitanie                  |                            | | Logo du conseil régional d'Occitanie sur fond rouge. Le drapeau occitan, et le drapeau catalan (Roussillon) sont également utilisés. |
| Occitanie                  | Languedoc-Roussillon       | | Combinaison de la croix occitane, symbole du Languedoc, et du blason de Catalogne. |
| Occitanie                  | Midi-Pyrénées              | | Croix occitane, armes des comtes de Toulouse et du Languedoc. |
| Pays de la Loire           | Pays de la Loire           | | Combinaison des blasons de l'Anjou, du Maine, de la Bretagne et de la Vendée. |
| Provence-Alpes-Côte d'Azur | Provence-Alpes-Côte d'Azur | | Basé sur les blasons du comté de Provence, du Dauphiné et du comté de Nice. Adopté par le conseil régional en 1999. |

## Départements et régions d'outre-mer
| Région     | Région     | Drapeau | Drapeau |
| ---------- | ---------- | --- | --- |
|            | Guadeloupe | Guadeloupe | Non officiel. Basé sur les armoiries de la Guadeloupe. |
| Guadeloupe | Guadeloupe | Non officiel. Basé sur les couleurs panafricaines, il ressemble au drapeau du Suriname. Ce serait le poète militant Sonny Rupaire qui l'aurait crée en s'inspirant de l'origine africaine d'une majorité de la population guadeloupéenne. Il est utilisé principalement par des mouvements syndicaux, politiques ou culturels indépendantistes ou autonomistes. Il est également connu pour son utilisation par des artistes guadeloupéens, en opposition à celui basé sur les armoiries de la Guadeloupe, jugé d'origine coloniale. | |
|            | Guyane     | Guyane | Adopté par le conseil général de la Guyane en 2010 mais la collectivité territoriale de Guyane qui lui a succédé en 2016 n'a pas adopté de drapeau officiel. |
|            | Martinique | | Ce drapeau a été adopté officiellement par l'Assemblée de Martinique, le 2 février 2023 pour représenter la Martinique.                                      |
|            | Mayotte    | Mayotte | Non officiel. Les armoiries de Mayotte, reprises par ce drapeau, ont été adoptées par le conseil général de Mayotte le 23 juillet 1982.                      |
|            | La Réunion | | Lo Mavéli (non officiel) : le rouge représente le Piton de la Fournaise, le bleu l'océan Indien et le jaune les 5 continents du monde.[réf. nécessaire]      |

## Nouvelle-Calédonie, collectivités et territoire d'outre-mer
| Collectivité ou territoire | Collectivité ou territoire                  | Drapeau | Drapeau |
| -------------------------- | ------------------------------------------- | ------- | --- |
|                            | Nouvelle-Calédonie                          |         | Drapeaux français et indépendantiste kanak, ce dernier étant reconnu depuis 2010 aux côtés du premier, chacun étant chargé de représenter une des deux légitimités définies dans l'accord de Nouméa. |
|                            | Polynésie française                         |         | Officiel depuis 1985, flotte aux côtés du drapeau français. |
|                            | Saint-Barthélemy                            |         | Drapeau blanc avec les armoiries de la collectivité au centre. |
|                            | Saint-Martin                                |         | |
|                            | Saint-Pierre-et-Miquelon                    |         | Drapeau non officiel, basé sur le blason de Saint-Pierre-et-Miquelon. |
|                            | Terres australes et antarctiques françaises |         | Officiel depuis 2007. |
|                            | Wallis-et-Futuna                            |         | Non officiel. |

## Départements
La plupart des départements n'ont pas de drapeau officiel. Certains conseils départementaux utilisent des drapeaux ornés de leur logotype.
| Département             | Drapeau officiel | Drapeau proposé ou traditionnel | Département      | Drapeau officiel | Drapeau proposé ou traditionnel | Département          | Drapeau officiel | Drapeau proposé ou traditionnel | Département           | Drapeau officiel | Drapeau proposé ou traditionnel |
| ----------------------- | ---------------- | ------------------------------- | ---------------- | ---------------- | ------------------------------- | -------------------- | ---------------- | ------------------------------- | --------------------- | ---------------- | ------------------------------- |
| Ain                     |                  |                                 | Doubs            |                  |                                 | Manche               |                  |                                 | Haute-Savoie          |                  |                                 |
| Aisne                   |                  |                                 | Drôme            |                  |                                 | Marne                |                  |                                 | Paris                 |                  |                                 |
| Allier                  |                  |                                 | Eure             |                  |                                 | Haute-Marne          |                  |                                 | Seine-Maritime        | [ note 1 ]       |                                 |
| Alpes-de-Haute-Provence |                  |                                 | Eure-et-Loir     |                  |                                 | Mayenne              |                  |                                 | Seine-et-Marne        |                  |                                 |
| Hautes-Alpes            |                  |                                 | Finistère        |                  |                                 | Meurthe-et-Moselle   |                  |                                 | Yvelines              |                  |                                 |
| Alpes-Maritimes         |                  |                                 | Gard             |                  |                                 | Meuse                |                  |                                 | Deux-Sèvres           |                  |                                 |
| Ardèche                 |                  |                                 | Haute-Garonne    |                  |                                 | Morbihan             |                  |                                 | Somme                 | [ note 1 ]       |                                 |
| Ardennes                |                  |                                 | Gers             |                  |                                 | Moselle              |                  |                                 | Tarn                  |                  |                                 |
| Ariège                  |                  |                                 | Gironde          |                  |                                 | Nièvre               |                  |                                 | Tarn-et-Garonne       |                  |                                 |
| Aube                    |                  |                                 | Hérault          |                  |                                 | Nord                 |                  |                                 | Var                   |                  |                                 |
| Aude                    |                  |                                 | Ille-et-Vilaine  |                  |                                 | Oise                 |                  |                                 | Vaucluse              |                  |                                 |
| Aveyron                 |                  |                                 | Indre            |                  |                                 | Orne                 |                  |                                 | Vendée                | [ note 1 ]       |                                 |
| Bouches-du-Rhône        |                  |                                 | Indre-et-Loire   |                  |                                 | Pas-de-Calais        |                  |                                 | Vienne                |                  |                                 |
| Calvados                |                  |                                 | Isère            |                  |                                 | Puy-de-Dôme          |                  |                                 | Haute-Vienne          | [ note 1 ]       |                                 |
| Cantal                  |                  |                                 | Jura             |                  |                                 | Pyrénées-Atlantiques |                  |                                 | Vosges                |                  | [ note 2 ]                      |
| Charente                | [ note 1 ]       |                                 | Landes           |                  |                                 | Hautes-Pyrénées      |                  |                                 | Yonne                 |                  |                                 |
| Charente-Maritime       |                  |                                 | Loir-et-Cher     |                  |                                 | Pyrénées-Orientales  |                  |                                 | Territoire de Belfort |                  |                                 |
| Cher                    |                  |                                 | Loire            |                  |                                 | Bas-Rhin             |                  | [ note 2 ]                      | Essonne               |                  |                                 |
| Corrèze                 |                  |                                 | Haute-Loire      |                  |                                 | Haut-Rhin            |                  | [ note 2 ]                      | Hauts-de-Seine        |                  |                                 |
| Corse-du-Sud            |                  |                                 | Loire-Atlantique |                  |                                 | Rhône                |                  |                                 | Seine-Saint-Denis     |                  |                                 |
| Haute-Corse             |                  |                                 | Loiret           |                  |                                 | Grand Lyon           |                  |                                 | Val-de-Marne          |                  |                                 |
| Côte-d'Or               |                  |                                 | Lot              |                  |                                 | Haute-Saône          |                  |                                 | Val-d'Oise            | [ note 1 ]       |                                 |
| Côtes-d'Armor           |                  |                                 | Lot-et-Garonne   |                  |                                 | Saône-et-Loire       |                  |                                 |                       |                  |                                 |
| Creuse                  |                  |                                 | Lozère           |                  |                                 | Sarthe               |                  |                                 |                       |                  |                                 |
| Dordogne                |                  |                                 | Maine-et-Loire   | [ note 1 ]       |                                 | Savoie               |                  |                                 |                       |                  |                                 |

1. 1 2 3 4 5 6 7  Il existe des variantes des drapeaux-logos des conseils départementaux.
2. 1 2 3  Les drapeaux traditionnel et logotypique sont utilisés en parallèle.